# Feldflieger-Abteilung 6
Feldflieger-Abteilung Nr. 6 – FFA 6 jednostka obserwacyjna i rozpoznawcza lotnictwa niemieckiego Luftstreitkräfte z początkowego okresu I wojny światowej.

## Informacje ogólne
W momencie wybuchu I wojny światowej z dniem 1 sierpnia 1914 roku została utworzona we Fliegerersatz Abteilung Nr. 1 i weszła w skład większej jednostki 3 Kompanii Batalionu Lotniczego Nr.4 (Darmstadt).
Pierwszym dowódcą jednostki został kapitan von Dewall. W początkowym okresie działalności jednostka była przydzielona do 4 Armii i stacjonowała na lotnisku w Trewirze.
31 października 1917 roku jednostka została przeformowana i zmieniona we Fliegerabteilung 257 (Artillerie) (FA A 257).
W jednostce służyli m.in. Hermann Dyckhoff, Gustav Dörr, Fritzow Heising, Adolf Ritter von Tutschek, Walter Böning, Hans Joachim Buddecke.

## Dowódcy Eskadry
| Stopień | Nazwisko   | Okres                   |
| ------- | ---------- | ----------------------- |
| Kapitan | von Dewall | 01.08.1914 – xx.12.1914 |
|         |            | xx.12.1914 – 15.05.1915 |
|         | Otto Bufe  | 15.05.1915 – xx.xx.xxxx |